# Liste der Stolpersteine in Seligenstadt
Liste der Stolpersteine in Seligenstadt, mit denen der Künstler Gunter Demnig an das Schicksal der Menschen erinnert, die im Nationalsozialismus ermordet, deportiert, vertrieben oder in den Suizid getrieben wurden. Die Tabelle ist teilweise sortierbar; die Grundsortierung erfolgt alphabetisch nach dem Straßennamen.
| Adresse                     | Name                      | Verlegedatum  | Leben |
| --------------------------- | ------------------------- | ------------- | --- |
| Am Riegelsbach 1 ·          | Isidor Hainebach          | 4. Okt. 2012  | Isidor Hainebach (* 22. November 1877 in Seligenstadt, † Oktober 1942 in Auschwitz) wurde 1942 deportiert und im Oktober 1942 in Auschwitz ermordet. |
| Am Riegelsbach 1 ·          | Amalia Mathilde Hainebach | 4. Okt. 2012  | Amalia Mathilde Hainebach geb. Bendorf (* 22. Dezember 1879 in Ober-Ramstadt, † Oktober 1942 in Auschwitz) war die Ehefrau von Isidor Hainebach und wurde 1942 deportiert und im Oktober 1942 in Auschwitz ermordet. (Auf dem Stolperstein steht geb. Bender) |
| Am Riegelsbach 1 ·          | Siegfried Hainebach       | 4. Okt. 2012  | Siegfried Hainebach (* 17. Juli 1915 in Seligenstadt, † Auschwitz) wurde zusammen mit seinen Eltern Isidor und Amalia Mathilde Hainebach 1942 deportiert und im Oktober 1942 oder später in Auschwitz ermordet. |
| Am Riegelsbach 1 ·          | Hedwig Käthe Weinberg     | 4. Okt. 2012  | Hedwig Käthe Weinberg geb. Hainebach (* 22. November 1919 in Seligenstadt, † 1942 in Polen) war die Tochter von Isidor und Amalia Mathilde Hainebach. Sie verzog 1939 nach Frankfurt und heiratete 1940 Fritz Weinberg aus Allendorf. Sie wurde 1942 Richtung Osten deportiert und starb 1942 in Polen. |
| Am Riegelsbach 1 ·          | Julius Hainebach          | 4. Okt. 2012  | Julius Hainebach (* 3. Januar 1911 in Seligenstadt, † Januar 1987 in Homewood (Illinois)) war der Sohn von Isidor und Amalia Mathilde Hainebach. Er floh 1940 in die USA und überlebte. |
| Aschaffenburger Straße 2 ·  | Abraham Adolf Stein       | 7. März 2007  | Abraham Adolf Stein (* 4. Januar 1863 in Seligenstadt, † 26. Februar 1943 in Theresienstadt) war der Ehemann von Sofie Stein und hatte eine Möbel- und Manufakturwarenhandlung in der Aschaffenburger Str. 2. Ende 1941 wurde seine Familie zusammen mit anderen jüdischen Familien in die Kleine Maingasse umgesiedelt. Er wurde am 11. September 1942 nach Theresienstadt verschleppt und verstarb dort am 26. Februar 1943.                                                    |
| Aschaffenburger Straße 2 ·  | Sofie Stein               | 7. März 2007  | Sofie Stein geb. Rosenthal (* 12. Mai 1866 in Klein-Krotzenburg, † 22. Februar 1943 in Theresienstadt) war die Ehefrau von Abraham Stein. Sie wurde zusammen mit ihrem Gatten nach Theresienstadt verschleppt und verstarb dort am 22. Februar 1943. |
| Aschaffenburger Straße 2 ·  | Berthold Stein            | 7. März 2007  | Bertold Stein (* 22. November 1895 in Seligenstadt) war der Sohn von Abraham und Sofie Stein. Er war Kaufmann und wurde am 11. September 1942 nach Theresienstadt verschleppt. Er wurde in Auschwitz ermordet. |
| Aschaffenburger Straße 2 ·  | Erna Stein                | 7. März 2007  | Erna Stein geb. Wolf (* 14. August 1895 in Neckarbischofsheim) war die Ehefrau von Berthold Stein. Sie wurde in Auschwitz ermordet. |
| Aschaffenburger Straße 2 ·  | Emmy Stein                | 7. März 2007  | Emmy Stein (* 23. November 1934) war die Tochter von Berthold und Erna Stein. Sie wurde in Auschwitz ermordet. |
| Aschaffenburger Straße 2 ·  | Hans-Joachim Stein        | 7. März 2007  | Hans-Joachim Stein (* 7. Februar 1931) war der ältere Sohn von Berthold und Erna Stein. Er wurde in Auschwitz ermordet. |
| Aschaffenburger Straße 2 ·  | Lothar Stein              | 7. März 2007  | Lothar Stein (* 10. Oktober 1933) war der jüngere Sohn von Berthold und Erna Stein. Er wurde in Auschwitz ermordet. |
| Aschaffenburger Straße 7 ·  | Sally Kleeblatt           | 7. März 2007  | Sally Kleeblatt (* 2. November 1880 in Seligenstadt) war Händler mit einer Eisen-, Möbel- und Manufakturwarenhandlung in der Aschaffenburger Str. 7, wurde am 11. September 1942 nach Theresienstadt deportiert und in Auschwitz ermordet. Durch den Verkauf des eigenen Hauses 1937 konnte die Familie ihren Töchtern Ruth und Ilse-Rebecca die Emigration in die USA ermöglichen. Ihr Sohn Jakob Friedrich war 1940 nach Frankfurt umgezogen und wurde von dort aus deportiert. |
| Aschaffenburger Straße 7 ·  | Clementine Kleeblatt      | 7. März 2007  | Clementine Kleeblatt geb. Marx (* 10. Dezember 1892 in Seligenstadt) wurde am 11. September 1942 nach Theresienstadt deportiert und anschließend in Auschwitz ermordet. |
| Aschaffenburger Straße 8 ·  | Friedrich Jaffé           | 7. März 2007  | Friedrich Jaffé (* 28. Oktober 1882 in Lorsch) war Kaufmann und wurde am 11. September 1942 nach Theresienstadt deportiert, in Auschwitz ermordet. |
| Aschaffenburger Straße 8 ·  | Mathilde Jaffé            | 7. März 2007  | Mathilde Jaffé geb. Bacherach (* 1. Dezember 1893 in Seligenstadt) wurde gemeinsam mit ihrem Ehemann deportiert und in Auschwitz ermordet. |
| Aschaffenburger Straße 22 · | August Bender             | 4. Okt. 2012  | August Bender (* 17. Mai 1878) betrieb in Seligenstadt ein Schuh- und Lederwarengeschäft. Am 10. November 1938 wurde er zusammen mit anderen jüdischen Männern inhaftiert und anschließend unter Peitschenhieben gezwungen, das Klostergelände zu verlassen. Bis 1941 lebte er anonym in Frankfurt und wurde 1942 zusammen mit seiner Ehefrau Amalia Bender Richtung Osten deportiert. Die Todesdaten sind unbekannt.                                                             |
| Aschaffenburger Straße 22 · | Amalia Bender             | 4. Okt. 2012  | Amalia Bender geb. Sauer (* 26. Februar 1879 in Tauberbischofsheim) wurde 1942 Richtung Osten deportiert. |
| Aschaffenburger Straße 22 · | Karl Bender               | 4. Okt. 2012  | Karl Bender (* 30. Dezember 1908) war der Sohn von August und Amalia Bender. Er floh in die USA und kehrte 1945 als Offizier der amerikanischen Streitkräfte nach Seligenstadt zurück. Später ging er nach Israel, kam aber 1952 nach Frankfurt zurück, wo er 1987 starb. |
| Aschaffenburger Straße 65 · | Max Schuster              |               | Max Schuster (* 20. Dezember 1899 in Ulmbach bei Schlüchtern) war zusammen mit seiner Frau Erna 1932 nach Seligenstadt gezogen, um sich als Bäcker eine Existenz aufzubauen. Nachdem durch den Nazi-Boykott immer mehr Kunden ausblieben, war die Familie im November 1935 aus wirtschaftlichen Gründen gezwungen auszuwandern. Argentinien war damals eines der wenigen Länder, die Jüdische Flüchtlinge aufnahm. Er starb am 17. Juli 1977 in Buenos Aires.                     |
| Aschaffenburger Straße 65 · | Erna Schuster             |               | Erna Schuster geb. Israel (* 7. Mai 1908 in Schweich an der Mosel) ist zusammen mit ihrer Familie im November 1935 aus wirtschaftlichen Gründen nach Argentinien ausgewandert. |
| Aschaffenburger Straße 65 · | Ernst Martin Schuster     |               | Ernst Martin Schuster (* 29. September 1933 in Seligenstadt) ist zusammen mit seinen Eltern Max und Erna Schuster im November 1935 nach Argentinien ausgewandert. |
| Frankfurter Straße 14 ·     | Hermann Bacharach         | 21. Apr. 2008 | Hermann Bacharach (* 12. September 1870 in Seligenstadt) war als Metzger und mit einem Viehhandel in der Frankfurter Str. 14 wohnhaft und wurde am 1. September 1942 nach Theresienstadt deportiert. Von dort fuhr er im Februar 1945 mit dem einzigen Transportzug, der Theresienstadt bis Kriegsende in die Freiheit verließ in die Schweiz. Von dort reiste er weiter zu seinem Sohn in New York. Noch im Jahr der Einreise beging er im Hudson River Selbstmord.              |
| Frankfurter Straße 14 ·     | Helene Marx               | 21. Apr. 2008 | Helene Marx geb. Bacharach (* 20. Dezember 1868 in Seligenstadt), war früh verwitwet und lebte mit ihrem ebenfalls verwitweten Bruder Hermann Bacharach zusammen und half in der Metzgerei. Sie wurde am 11. September 1942 nach Theresienstadt deportiert und ist dort am 29. Juni 1943 verstorben. |
| Freihofstraße 1 ·           | Nathan Kleeblatt          | 7. März 2007  | Nathan Kleeblatt (* 13. November 1881 in Seligenstadt) war Händler mit einer Eisen-, Möbel- und Manufakturwarenhandlung in der Aschaffenburger Str. 10. Er wurde am 11. September 1942 nach Theresienstadt verschleppt und im Oktober 1942 in Auschwitz ermordet. |
| Freihofstraße 1 ·           | Minna Kleeblatt           | 7. März 2007  | Minna Kleeblatt, geb. Selig (* 6. Oktober 1890 in Groß-Steinheim) war die Ehefrau von Nathan Kleeblatt. Sie wurde zusammen mit ihm 1942 nach Theresienstadt verschleppt und später in Auschwitz ermordet. |
| Freihofstraße 1 ·           | Herbert Kleeblatt         | 7. März 2007  | Herbert Kleeblatt (* 2. Februar 1930 in Seligenstadt) war der Sohn von Nathan und Minna Kleeblatt und wurde mit seinen Eltern deportiert und ermordet. |
| Freihofstraße 3 ·           | Sidonia Salomon           | 21. Apr. 2008 | Sidonia Salomon geb. Oppenheimer (* 2. Februar 1893 in Freistett) zog am 15. Juli 1939 nach Frankfurt am Main um. Von dort wurde sie am 11. November 1941 nach Minsk deportiert. Anschließend verliert sich ihre Spur. |
| Freihofstraße 3 ·           | Ellen Salomon             | 21. Apr. 2008 | Ellen Salomon (* 27. Juli 1920 in Beerfelden) war die ältere Tochter von Sidonia Salomon. Sie war noch Schülerin, als sie am 15. November 1935 nach Frankfurt verzogen ist. Von dort wurde sie zusammen mit ihrer Familie nach Minsk deportiert. |
| Freihofstraße 3 ·           | Blanka Salomon            | 21. Apr. 2008 | Blanka Salomon (* 30. August 1924 in Frankfurt am Main) war die zweitälteste Tochter von Sidonie Salomon. Sie verzog gemeinsam mit ihrer Mutter und Schwester am 15. Juli 1939 nach Frankfurt am Main. Dort wohnte sie mit ihrer Schwester in der Ostendstraße 26, bevor sie am 11. November 1941 von Frankfurt nach Minsk deportiert wurde. Die Spur der Familie verliert sich danach.                                                                                           |
| Freihofstraße 10 ·          | Adolf Kleeblatt           | 4. Okt. 2012  | Adolf Kleeblatt (* 1. März 1876 in Seligenstadt, † 1. Januar 1969 in New York) war der Bruder von Nathan Kleeblatt (wohnhaft Freihofstraße 1) und eröffnete 1919 eine Eisen-, Möbel- und Manufakturwarenhandlung in der Freihofstraße 10. Er flüchtete zusammen mit seiner Ehefrau Meta 1938 in die USA. |
| Freihofstraße 10 ·          | Meta Kleeblatt            | 4. Okt. 2012  | Meta Kleeblatt geb. Prölsdorfer (* 31. Oktober 1887 in Seligenstadt, † 31. Mai 1974 in New York) war die Ehefrau von Adolf Kleeblatt und flüchtete zusammen mit ihm 1938 in die USA. |
| Freihofstraße 10 ·          | Kurt Kleeblatt            | 4. Okt. 2012  | Kurt Kleeblatt (* 22. September 1911 in Seligenstadt) war der Sohn von Adolf und Meta Kleeblatt. Er wanderte zusammen mit seiner Schwester Herta 1936 auf Drängen seiner Mutter in die USA aus. |
| Freihofstraße 10 ·          | Herta Gluck               | 4. Okt. 2012  | Herta Gluck geb. Kleeblatt (* 22. Januar 1913 in Seligenstadt) war die älteste Tochter von Adolf und Meta Kleeblatt. Sie wanderte zusammen mit seinem Bruder Kurt 1936 auf Drängen ihrer Mutter in die USA aus. |
| Freihofstraße 10 ·          | Rosi-Hansi Frankenthaler  | 4. Okt. 2012  | Rosi-Hansi Frankenthaler geb. Kleeblatt (* 16. Oktober 1914 in Seligenstadt, † 29. Oktober 1986 in New York) war die jüngste Tochter von Adolf und Meta Kleeblatt. Sie wanderte ein Jahr nach ihren Geschwistern Kurt und Herta 1937 in die USA aus. |
| Kleine Maingasse 4 ·        | Mathilde Klöpfer          | 21. Apr. 2008 | Mathilde Klöpfer geb. Kleeblatt, gesch. Schirling (* 16. Januar 1879 in Seligenstadt) wurde am 10. Oktober 1941 verhaftet und zu einer zweijährigen Haftstrafe verurteilt, angeblich wegen Abtreibung. Sie starb im Gefängnis in Darmstadt. Der genaue Zeitpunkt ist nicht bekannt. Ihr Sohn Paul Schirling, der aus erster Ehe hervorging, zog 1934 nach Frankfurt und emigrierte im Herbst 1937 in die USA.                                                                     |
| Kleine Maingasse 4 ·        | Settchen Lilie            | 21. Apr. 2008 | Settchen Lilie geb. Simon (* 5. März 1877 in Darmstadt), deportiert am 11. September 1942 nach Theresienstadt, ermordet Mai 1944 in Auschwitz. |
| Marktplatz 5 ·              | Ludwig Hainebach          | 7. März 2007  | Ludwig Hainebach (* 5. November 1874 in Seligenstadt, † 17. März 1942 im Getto Lotz) war das fünfte von acht Kindern der Eheleute Emanuel und Henrietta Sara Hainebach. 1925 verzog der Lederwarenhändler zusammen mit seiner Ehefrau Laura nach Köln. Von dort wurde er am 22. Oktober 1941 nach Lotz deportiert, wo er im darauffolgenden Jahr verstarb. |
| Marktplatz 5 ·              | Laura Hainebach           | 7. März 2007  | Laura Hainebach geb. Reiss (* 31. Mai 1888 in Heidelberg, † 9. Dezember 1940 in Köln) war die Ehefrau von Ludwig Hainebach. Sie verzog 1925 zusammen mit ihrem Ehemann nach Köln. Dort verstarb sie 1940. |
| Marktplatz 9 ·              | Julius Bacharach          | 7. März 2007  | Julius Bacharach (* 11. Januar 1901 in Seligenstadt, † 25. Juli 1942 in Lublin-Maidanek) verzog im Mai 1940 nach Frankfurt. Von dort wurde er im Frühjahr 1942 nach Lublin deportiert und am 25. Juli 1942 von den Nazis im Konzentrationslager Majdanek ermordet. |
| Marktplatz 12 ·             | Josef Benjomen Lilien     | 7. März 2007  | Josef Benjomen Lilien (* 20. Juni 1874 in Seligenstadt, † 31. August 1948 in New York) lebte zusammen mit seiner Ehefrau Betti Lilien geb. Marx (* 26. April 1878 in Sterbfritz, † 20. September 1926 in Seligenstadt) und seinen Kindern am Marktplatz 12 und betrieb dort eine Metzgerei. Er wanderte am 14. August 1941 als letzter der Familie nach Amerika aus. |
| Marktplatz 12 ·             | Ludwig Lilien             | 7. März 2007  | Ludwig Lilien (* 20. Juli 1904 in Seligenstadt, † in Argentinien) war der älteste Sohn von Josef und Betti Lilien und wanderte 1935 nach Argentinien aus. |
| Marktplatz 12 ·             | Nelly Katz                | 7. März 2007  | Nelly Katz geb. Lilien (* 10. April 1906 in Seligenstadt, † 17. Dezember 1990 in Brooklyn) war die älteste Tochter von Josef und Betti Lilien und wanderte 1935 in die USA aus. |
| Marktplatz 12 ·             | Regina Doiny              | 7. März 2007  | Regina Doiny geb. Lilien (* 7. Dezember 1907 in Seligenstadt, † 8. November 1989 in New York) war das dritte Kind von Josef und Betti Lilien und wanderte 1938 in die USA aus. |
| Marktplatz 12 ·             | Sophie Kaufman            | 7. März 2007  | Sophie Kaufman geb. Lilien (* 22. Januar 1913 in Seligenstadt, † 8. Januar 2006 in New York) war das fünfte Kind von Josef und Betti Lilien und wanderte 1939 in die USA aus. |
| Marktplatz 12 ·             | Julius Lilien             | 7. März 2007  | Julius Lilien (* 11. Dezember 1918 in Seligenstadt, † 30. August 2012 in New York) war das jüngste Kind von Josef und Betti Lilien und wanderte 1938 in die USA aus. |
| Schafgasse 4 ·              | Isaak Östreich            | 4. Okt. 2012  | Östreich (* 1880), deportiert 1942, ermordet in Auschwitz |
| Schafgasse 4 ·              | Jenny Östreich            | 4. Okt. 2012  | Jenny Östreich (* 1878), deportiert 1942, ermordet in Auschwitz |
| Schafgasse 4 ·              | Kurt Östreich             | 4. Okt. 2012  | Kurt Ferdinand Östreich (* 8. März 1923 in Seligenstadt) war der Sohn von Isaak Östreich und Johanna Östreich sowie Bruder von Manfred Östreich und Ruth Östreich. Er wurde am 11. September 1942 nach Theresienstadt deportiert und wurde im Oktober 1942 in Oświęcim umgebracht. |
| Schafgasse 4 ·              | Lina Östreich             | 4. Okt. 2012  | Lina Östreich (* 1887), deportiert 1942, ermordet in Auschwitz |
| Schafgasse 4 ·              | Manfred Östreich          | 4. Okt. 2012  | Manfred Östreich (* 1926), deportiert 1942, ermordet in Auschwitz |
| Schafgasse 4 ·              | Ruth Östreich             | 4. Okt. 2012  | Ruth Östreich (* 1932), deportiert 1942, ermordet in Auschwitz |
| Steinheimer Straße 4 ·      | Anna Mayer                | 7. März 2007  | Anna Mayer geb. Sontheimer (* 1870) wurde 1942 deportiert und starb am 11. Oktober 1942 in Theresienstadt. |
| Steinheimer Straße 4 ·      | Hermann Mayer             | 7. März 2007  | Hermann Mayer (* 1870) wurde 1942 deportiert und starb am 22. November 1942 in Theresienstadt. |
| Steinheimer Straße 5 ·      | Benedikt (Benno) Bender   | 21. Apr. 2008 | Benedikt Bender (* 29. Januar 1878 in Seligenstadt, † 1943 in Theresienstadt) wurde nach Theresienstadt deportiert, von wo er bis 1943 regelmäßig seinem Neffen in der Schweiz schrieb. Ab 1943 gab es kein Lebenszeichen mehr von ihm. |
| Steinheimer Straße 5 ·      | Klara Treidel             | 21. Apr. 2008 | Klara Treidel geb. Bender (* 21. Januar 1875 in Seligenstadt, † 1942 in Auschwitz) war die verwitwete Schwester von Benedikt Bender und wurde am 15. September 1942 nach Theresienstadt deportiert und anschließend im Konzentrationslager in Auschwitz ermordet. |
| Steinheimer Straße 11 ·     | Selma Bacharach           | 21. Apr. 2008 | Selma Bacharach geb. Wolf (* 1895) wurde gedemütigt und entrechtet sowie 1941 deportiert. Sie wurde 1942 im Ghetto Łódź umgebracht. |
| Steinheimer Straße 16 ·     | Emma Hamburger            | 21. Apr. 2008 | Emma Hamburger (* 1888) wurde 1942 nach Theresienstadt deportiert und später in Auschwitz ermordet. |
| Steinheimer Straße 16 ·     | Isaak Hamburger           | 21. Apr. 2008 | Isaak Hamburger (* 1874) wurde im September 1942 nach Theresienstadt deportiert. Er überlebte und starb im Juli 1965 in Seligenstadt. |
| Steinheimer Straße 16 ·     | Jenny Hamburger           | 21. Apr. 2008 | Jenny Hamburger (* 1886) wurde 1942 deportiert und später in Auschwitz ermordet. |
| Steinheimer Straße 16 ·     | Julius Hamburger          | 21. Apr. 2008 | Julius Hamburger (* 1906) wurde 1942 deportiert und in Auschwitz ermordet. |
| Steinheimer Straße 16 ·     | Paula Hamburger           | 21. Apr. 2008 | Paula Hamburger (* 1881) wurde 1942 deportiert und 1942 in Auschwitz ermordet. |
| Steinheimer Straße 16 ·     | Sally Hamburger           | 21. Apr. 2008 | Sally Hamburger (* 1891) wurde im September 1942 nach Theresienstadt deportiert. Er überlebte und starb im Mai 1954 in Seligenstadt. |
| Steinheimer Straße 17 ·     | Mina Baer                 | 21. Apr. 2008 | Mina Baer, geb. Fromm (* 1902) wurde gedemütigt und entrechtet. Sie floh im Juli 1940 in die USA, wo sie überleben konnte. |
| Steinheimer Straße 17 ·     | Robert Baer               | 21. Apr. 2008 | Robert Baer (* 1898) wurde gedemütigt und entrechtet. Er floh am 24. Juli 1940 in die USA, wo er überleben konnte. |
| Steinheimer Straße 17 ·     | Irene Thoma               | 21. Apr. 2008 | Irene Thoma, geb. Baer (* 1899) wurde 1943 deportiert und im Dezember 1943 in Auschwitz ermordet. |
| Wolfstraße 9 ·              | Hermann Lilie             | 21. Apr. 2008 | Hermann Lilie (* 14. August 1877 in Seligenstadt, † 11. Juli 1943 in Theresienstadt) wurde zusammen mit seiner Ehefrau Karoline am 17. September 1942 nach Darmstadt und von dort aus am 27. September nach Theresienstadt verschleppt. Dort wurde er am 11. Juli 1943 ermordet. |
| Wolfstraße 9 ·              | Karoline Lilie            | 21. Apr. 2008 | Karoline Lilie geb. Stern (* 20. Dezember 1883 in Wachenbuchen, † Mai 1944 in Auschwitz) wurde zusammen mit ihrem Ehemann Hermann am 17. September 1942 nach Darmstadt und von dort aus am 27. September nach Theresienstadt verschleppt. Im Gegensatz zu ihrem Mann wurde sie am 12. Mai 1944 nach Auschwitz verbracht und kurz darauf ermordet. |